# Neoscona cereolella
Neoscona cereolella är en spindelart som först beskrevs av Embrik Strand 1907.  Neoscona cereolella ingår i släktet Neoscona och familjen hjulspindlar. Utöver nominatformen finns också underarten N. c. setaceola.